# Anthonie Kort
Anthonie ("Ton") Kort (Oud-Beijerland, 13 augustus 1951) is predikant binnen het kerkverband van de Oud Gereformeerde Gemeenten in Nederland. Hij geeft ook les aan proponenten binnen zijn kerkverband. Binnen de bevindelijk-gereformeerde kring neemt ds. Kort een enigszins eigensoortige positie in. Hij uitte zelfs kritiek op deze kring in het boek: Wedergeboorte of schijngeboorte, de Bijbelse bloedtheologie vergeleken met de filosofische embryotheologie (2012). Mogelijk heeft zijn houding, die op andersdenkenden nogal radicaal overkomt, te maken met zijn achtergrond en radicale verandering. Anthonie Kort veranderde namelijk van een fervent rockliefhebber en drugsgebruiker tot predikant van de Oud Gereformeerde Gemeenten in Nederland.
Kort groeide op in een christelijk gezin, maar nam op 19-jarige leeftijd afstand van het geloof. Kort werd manager van een amateur-rockgroep en bezocht popconcerten en discotheken als Hedon te Zwolle en de Melkweg en Paradiso in Amsterdam. Volgens eigen zeggen was hij zelfs betrokken bij drugs en handel daarin. Tijdens het bezoek aan een voetbalwedstrijd van PEC Zwolle kwam hij tot inkeer.
Na een studie theologie werd Kort op 12 mei 1993 predikant in de Hervormde Gemeente te Garderen. Eind 1996 brak hij met de Nederlandse Hervormde Kerk. Dit kerkgenootschap was in zijn ogen een valse kerk geworden. Op 13 mei 1997 verscheen hij voor de classis Oost van de Gereformeerde Gemeenten in Nederland met het verzoek om binnen deze kerk predikant te mogen worden. De classis stemde met een meerderheid van vier stemmen tegen zijn overkomst als predikant. Kort werd op 20 juni 1997 wel toegelaten tot de Oud Gereformeerde Gemeenten in Nederland en op 15 april 1998 werd hij officieel beroepbaar gesteld. Op 15 juli 1998 deed hij intrede in de Oud Gereformeerde Gemeente te Rijssen (Oranjekerk) en op 19 februari 2003 werd hij bevestigd als predikant van de Oud Gereformeerde Gemeente in Krimpen aan den IJssel. In de volksmond wordt deze gemeente de Mieraskerk genoemd. Dit is niet de officiële naam van het gebouw, maar herinnert aan ds. M.A. Mieras die vele jaren aan deze gemeente verbonden is geweest. De gemeente van Krimpen telde bij de bevestiging van ds. Kort circa 1900 leden en doopleden en was daarmee de grootste Oud Gereformeerde Gemeente in Nederland.
De predikant toonde zich een felle tegenstander van de Herziene Statenvertaling. Hij  noemde deze een list van de duivel. Hiermee oogstte hij kritiek van onder meer Willem Ouweneel. Kort geeft naast zijn predikantschap ook les aan proponenten. Officieel kennen de Oud Gereformeerde Gemeenten geen theologische school. Mannen die predikant willen worden in dit kerkverband, worden opgeleid door en bij predikanten van het kerkverband thuis. Hiervoor zijn twee predikanten beschikbaar, waaronder ds. Kort.

## In opspraak
Maart 2020 schreef de predikant een brief gericht aan het College van burgemeester & wethouders en de gemeenteraad van Krimpen aan den IJssel. Daarin schrijft hij onder meer dat: "De overheid dient God te erkennen en de afgodstempels af te breken en de duivelsdienst niet toe te laten." En dat "de roepende zonden die tegen de scheppingsorde indruisen, dienen uitgebannen".
Dit leidde tot een aangifte van discriminatie tegen de predikant vanwege homofobe en racistische uitspraken. Het Openbaar Ministerie oordeelde dat de uitspraken onder normale omstandigheden onder discriminatie of groepsbelediging kunnen vallen, maar aangezien de predikant ze vanwege zijn geloofsopvatting deed, dat nu niet het geval is. Het Openbaar Ministerie erkent dat de woorden van de predikant kwetsend zijn, maar ze zijn niet onnodig grievend. Zo schrijft het OM: "De formulering gaat niet verder dan noodzakelijk om het standpunt van de predikant over te brengen en zijn in lijn met het taalgebruik uit de Bijbel".
Het geheel leidde tot een uitzending van het programma BOOS, waarin presentator Tim Hofman probeert samen met de homoseksuele indiener van de aangifte het gesprek met dominee Kort aan te gaan. Daarnaast worden ook kijkers opgeroepen een brief te schrijven aan de predikant met daarin het verzoek om het gesprek aan te gaan. In navolging hiervan hield COC Rotterdam een schrijfactie waarbij zij de brieven willen overhandigen aan de gemeente Krimpen aan den IJssel.
Na het besluit van het Openbaar Ministerie eind 2020 om de predikant niet te vervolgen, begon de indiener van de aangifte een artikel 12-procedure bij het Haagse gerechtshof. Dit oordeelde in maart 2022: “Gelet op de gekozen bewoordingen zijn de uitlatingen naar het oordeel van het hof ook niet als onnodig grievend aan te merken. Van strafbare groepsbelediging of het aanzetten tot discriminatie is onder deze omstandigheden naar het oordeel van het hof dan ook geen sprake.”
In maart 2021 besloot de kerkenraad van de Oud Gereformeerde Gemeente in Krimpen aan de IJssel wegens geestelijke nood bij de lidmaten weer onbeperkt kerkgangers toe te laten. Toen op 28 maart een verslaggever van RTV Rijnmond bij de kerk bezig was om kerkgangers vragen te stellen werd hij aangevallen door een kerkbezoeker, die hierna werd aangehouden door de politie. In de kerkdienst van zondagavond 28 maart gaf ds. Kort aan begrip te hebben voor het geweld tegen de verslaggever omdat kerkgangers 'getergd en getreiterd' zouden zijn. Hij wees echter ook, met een verwijzing naar Petrus die tijdens de arrestatie van Jezus het oor van een romeinse soldaat afsloeg, de aanval van een van zijn gemeenteleden op de journalist af. In een thuislezing daarvoor, op donderdag 25 maart, spreekt ds. Kort tijdens het gebed uit dat virologen 'moderne waarzeggers en tovenaars zijn' en dat 'heel veel mensen sterven door het vaccineren'.

## Publicaties
- Wedergeboorte of schijngeboorte, de bijbelse bloedtheologie vergeleken met de filosofische embryotheologie[dode link]. 2012 (Vermeulen, Meteren).
- Het rechtvaardigend geloof. Het zaligmakende geloof volgens Schrift en belijdenis[dode link]. 2015 (Vermeulen, Meteren).